# Bernard van Merode (1570-1640)
Bernard van Merode (1570 – 1640) è stato un nobile fiammingo.

Stemma di Bernard de Merode

Suo padre Bernard de Merode o Bernard van Merode, conosciuto come Varoux, era signore di Rummen (Geetbets) e, dal suo matrimonio con Maria van Zevenbergen, divenne proprietario del castello di Houthem (Kapelle-op-den-Bos). Suo nonno Richard è stato borgomastro del Principato vescovile di Liegi più volte. Sua nonna gli lasciò in eredità la terra di Waroux (Ans) in Hesbaye.

## Biografia
Prestò servizio come tenente degli Orange nei Paesi Bassi spagnoli.
Bernard van Merode era un confidente di Guglielmo d'Orange. Amministratore diretto dei suoi patrimoni, studiò legge in diverse città europee e utilizzò le conoscenze acquisite per difendere i suoi diritti feudali fino all'estremo, sia davanti al pastore che alla gente di fronte alle autorità centrali.
Dal 1595, per il suo matrimonio con Caterina di Brederode, che era la signora di Asten e di Grambais (Nivelles), divenne in possesso delle di lei proprietà.
Quasi subito iniziò una crudele persecuzione contro una "strega", per cui, sia i sudditi che la chiesa (parroco), protestarono e inviarono appelli alle autorità superiori. Era un uomo crudele che partecipò attivamente alla tortura. Fu l'inizio di una serie dei persecuzioni nel Bailo di Boscoducale.
Anche dall'espropriazione dei beni confiscati in questi processi riuscì ad trasformare, ampliandola, una fortezza in residenza signorile in stile castello rinascimentale. Inoltre, ampliò la sua tenuta facendo costruire un vialetto e giardini. La torre rotonda fu sostituita da una guardiola e da frontoni.
Bernard van Merode prese una posizione politicamente ambigua. Suo padre era un sostenitore di Guglielmo d'Orange, mentre mandò la figlia in un convento cattolico, ma fu criticato per le sue persecuzioni alle streghe e per le simpatie orangiste, anche dalle autorità cattoliche.
Nel 2007 è stato rinvenuto, durante gli scavi nel fossato del castello antico di Asten, un frammento di brocca con davanti un papa barbuto con le sembianze modificate in un diavolo. Tale simbolismo era comune nella guerra di propaganda tra cattolici e calvinisti nello scenario della guerra degli ottant'anni.
Si pensa che egli abbia buttato via questa brocca quando, alla fine delle ostilità, rinunciò al sostegno attivo della fazione protestante.

## Matrimonio e discendenza
Sposò, verso il 1595, Catharina van Brederode, dalla quale ebbe:
- Floris
- Agnes Wilhelmina
- Anna Magdalena
- Johanna